# Vanšu tilts
Vanšu tilts (v překladu Lanový most) je zavěšený most přes řeku Daugavu v Rize. Jeho délka je 595 metrů a do provozu byl uveden v roce 1981, kdy nesl jméno Gorkého most.
Most je jedním z pěti mostů v Rize, které vedou přes Daugavu.